# Factor Oz
El factor Oz (Oz Factor) o campana de irrealidad es un concepto acuñado y teorizado por la ufóloga y escritora Jenny Randles, por el cual los testigos de fenómenos extraños a veces experimentan la sensación de ser temporalmente transportados a una realidad paralela, similar pero ligeramente distinta de la mundana. Recibe su nombre de la obra de L. Frank Baum El maravilloso mago de Oz, cuya protagonista es llevada a otro mundo.

## Características
Según los testimonios recogidos por la autora, los testigos de ovnis a menudo perciben que su vecindario o localidad queda extrañamente desprovista de cualquier sonido natural o cotidiano durante el tiempo que dura la experiencia. Describen que no pasan transeúntes ni coches ni ladran perros por muy bulliciosa que sea la ciudad hasta aquel momento y vuelva a ser después. En palabras de Randles, "parece haber una zona de influencia rodeando estos encuentros cercanos. Si estás dentro, experimentas el episodio en toda su gloria como una realidad total. Si estás fuera, es como si el avistamiento ovni no hubiera ocurrido". El tiempo parece desaparecer o detenerse y perder todo su significado. Algunos testigos citan también que previamente al factor oz sobreviene una sensación de que algo está a punto de suceder, como si el fenómeno les llamase.

## Historia
Randles propuso el concepto en su libro de 1983 UFO Reality, describiéndolo como "la sensación de verse aislado, o transportado desde el mundo real a un plano ambiental diferente... donde la realidad es sólo ligeramente diferente, como en la tierra fantástica de Oz". Especuló con que el factor oz coloca la consciencia humana como el punto focal de los encuentros ovni, una sensación subjetiva de resscritura de la realidad objetiva que podría venir o bien del propio subsconsciente o la imaginación, o bien alguna inteligencia externa.
El especialista en folclore Peter M. Rojcewicz se hizo eco de este fenómeno en 1980, habiéndolo experimentado él mismo mientras preparaba la disertación de su trabajo de doctorado. Rojcewicz estaba en la biblioteca cuando se vio abordado por un hombre excéntrico que le acusó de no estar lo suficiente interesado en su trabajo. Al marcharse el intruso, Rojcewicz percibió que la biblioteca había quedado completamente vacía, y al deambular por ella no encontró funcionarios ni lectores por ningún lado. El autor volvió a su sitio en un estado de pánico y optó por continuar trabajando hasta que una hora más tarde la biblioteca pareció volver a la normalidad.

## En la cultura popular
La banda estadounidense de punk rock Unwritten Law lanzó en 1996 un álbum titulado Oz Factor.